# Het dikke schrift
Het dikke schrift (oorspronkelijke titel: Le grand cahier) is de eerste roman van Ágota Kristóf, een uit Hongarije afkomstige Franstalige Zwitserse schrijfster. Het boek verscheen in 1986. Voor deze roman kreeg zij veel internationale erkenning. De roman is sterk gebaseerd op autobiografische gegevens. De vertelling is zeer feitelijk zonder dat er verdere oordelen worden gegeven.
De roman wordt wel beschouwd als het eerste deel van de zogenoemde Tweelingentrilogie.
Het dikke schrift is vertaald in een groot aantal talen.

## Synopsis

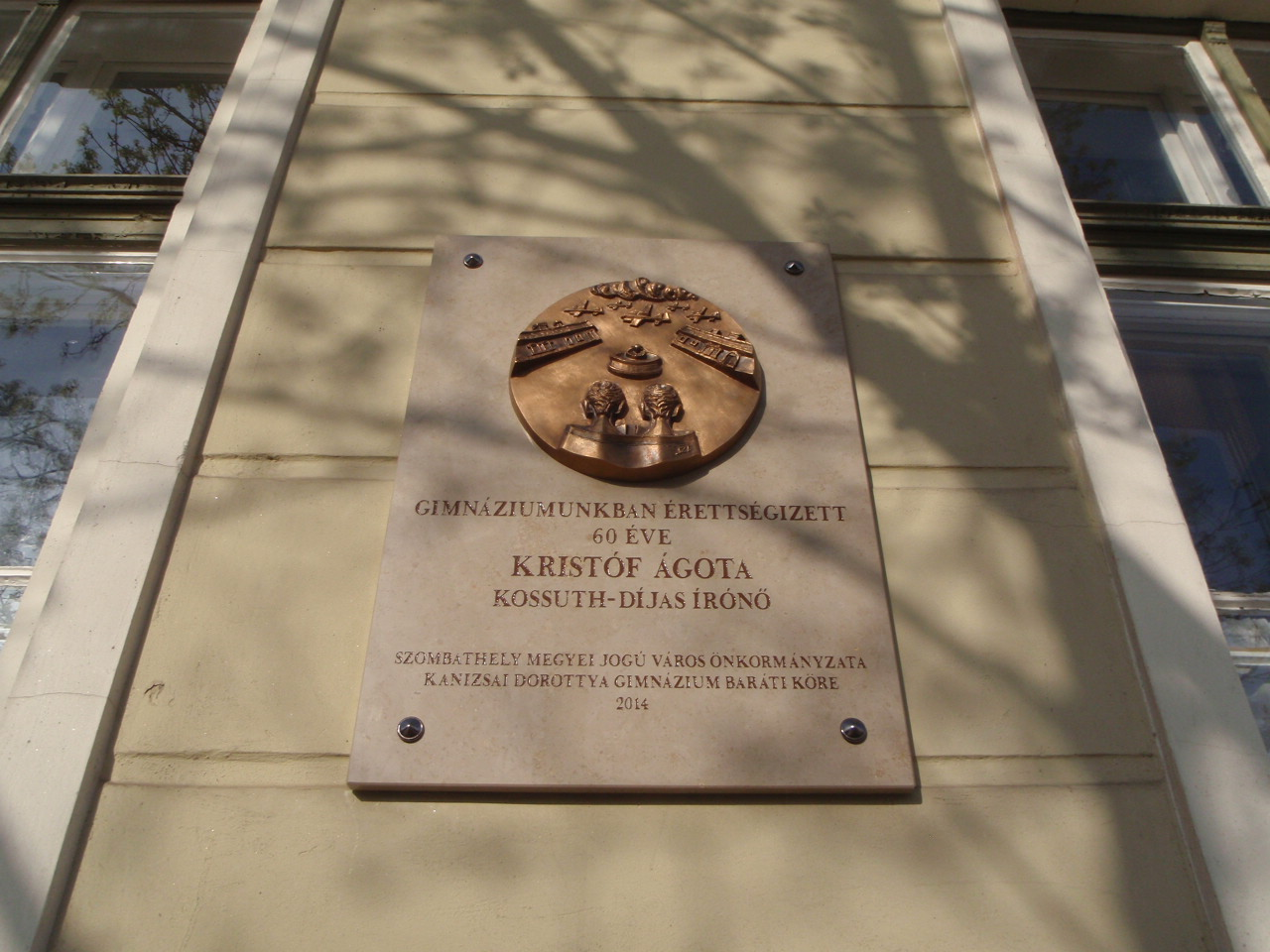
Gedenkplaat voor Kristóf Ágota, winnares van de Hongaarse staatsprijs, aan de muur van het Kanizsai Dorottya Gimnázium in Szombathely, met een verwijzing naar haar eerste boek (foto: 2014).

Een moeder brengt haar tweeling uit de grote stad naar hun 'grootmoeder' omdat ze niet meer voor de tweeling kan zorgen. 'Grootmoeder' woont aan het einde van de kleine stad. 'Grootmoeder' zal de tweeling leren wat leven is. 'Grootmoeder' heeft een moestuin en huisdieren en aan de overkant van de weg een wijngaard. De tweeling doet al het huishoudelijke werk voor 'grootmoeder'. De tweeling maakt een brug over de beek en vangt vis in het bos. In de kleine stad wonen ook andere kinderen uit de grote stad bij vreemden, waar ze moeten werken en slecht worden verzorgd.
De tweeling doet hardingsoefeningen voor het lichaam om pijn te verdragen als de tweeling geslagen wordt door 'grootmoeder' en andere mensen. Ze stellen zich voor dat iemand anders die pijn heeft, en dat die zich brandt, zich snijdt en lijdt.
De tweeling doet hardingsoefening voor de geest om zich te harden tegen het uitschelden door 'grootmoeder' en de andere mensen. Ze moeten de lieve woordjes vergeten die 'moeder' tegen hen zei, omdat niemand nog dergelijke woorden tegen hen zegt en omdat de herinnering een te zware last is om te dragen. De tweeling doet bedeloefeningen, oefening in blindheid en doofheid tijdens bombardement en oefening in het vasten. De tweeling doet oefening in wreedheid: ze doden kikkers, vlinders, een kater en muizen.
De tweeling maakt opstellen in een dik schrift, waarin ze opschrijven wat er is, wat ze zien en wat ze horen. De tweeling doet dit volgens het criterium: objectieve feiten zijn goed; gevoel is fout, want het is niet de waarheid maar vaag.

Woorden die een gevoel aanduiden zijn heel vaag, het is beter het gebruik ervan te vermijden en zich te houden aan de beschrijving van de dingen, van de mensen en van zichzelf, dat wil zeggen aan de getrouwe beschrijving van de feiten.
— Ágota Kristóf, Het dikke schrift

Als de tweeling laarzen voor de winter wil kopen, hebben ze te weinig geld. De schoenmaker geeft ze laarzen omdat de tweeling het nodig heeft en hij de volgende dag opgehaald en gedood zal worden. De tweeling geeft het buurmeisje Hazenlip winterhulp. De tweeling koopt en steelt eten voor de buurvrouw als oefening in vingervlugheid. De tweeling bedreigt de pastoor met een schandaal als hij niet wat meer geld geeft voor de buurvrouw en buurmeisje. De tweeling zegt de pastoor, dat het er niet toe doet of het waar of onwaar is, wat telt is de roddel. De pastoor geeft geld voor het buurmeisje en de buurvrouw uit barmhartigheid, en niet omdat de tweeling hem chanteert, zo zegt hij.
De tweeling maakt muziek in het café. De tweeling leert jongleren en goochelen en krijgt geld voor optreden. De tweeling ziet oorlogsslachtoffers in het café. De tweeling leert drinken en roken in café en hoort daar veel geheimen. De tweeling voert toneelstukjes op.
In de kleine stad is regelmatig luchtalarm wegens bombardementen. Een stoet gevangenen wordt weggevoerd door de buitenlandse soldaten. 'Grootmoeder' is geslagen door de soldaten omdat ze appels heeft laten vallen voor een stoet gevangenen.
De buitenlandse soldaten vluchten naar het buitenland. De tweeling ziet in het doorgangskamp vier stapels met verkoolde lijken, volwassenen en kinderen. 'Moeder' komt met de baby (naar ze zegt 'het zusje' van de tweeling) de tweeling ophalen in de jeep van de buitenlandse officier. De tweeling wil niet met 'moeder' mee. 'Moeder' en de baby komen door een granaatexplosie om in de tuin, waar ze worden begraven.
De nieuwe buitenlandse soldaten, de bevrijders doorzoeken de huizen in de kleine stad. De huizen in de kleine stad worden geplunderd door dieven, ook door het buurmeisje Hazenlip en door de tweeling, die schrijfwaren steelt.
Het buurmeisje is verkracht en gedood door de buitenlandse soldaten. De buurvrouw vraagt de tweeling haar huis in brand te steken omdat ze wil sterven. De tweeling snijdt haar eerst de keel door. De krijgsgevangenen worden ver weg gebracht naar een koud en onbewoond land, waar ze moeten werken en zullen sterven.
'Vader' was krijgsgevangene, hij komt terug en zoekt zijn vrouw. Vader gaat ervandoor nadat hij de in de tuin begraven skeletten heeft gezien van 'moeder' en de baby. 'Vader' komt terug en wil dat de tweeling hem over de grens helpt te vluchten. De tweeling verbrandt alle papieren van 'vader', behalve 'moeders' foto en brengt hem bij de grens. Vader sneuvelt bij het overgaan van de grens. Een van de tweeling gaat de grens over naar het andere land door de 'vader' op te offeren, omdat dit de enige manier is.

## Personages, locaties en voorwerpen

### Personages
De belangrijkste personages in het verhaal zijn:
- wij (de "hoofdpersonen")
- 'grootmoeder' van de tweeling, de 'heks'

- de (eerste) buitenlandse soldaten
- de bevrijders, buitenlandse soldaten
- de buurvrouw, de moeder van Hazelip
- de deserteur
- het dienstmeisje van de pastoor
- de dode soldaat
- de gevangenen
- 'grootvader'
- Hazenlip, het buurmeisje
- de andere kinderen
- 'moeder'
- het nichtje
- de officier
- de ordonnans
- de pastoor
- de politie
- de schoenmaker
- 'vader'
- het zusje, de baby

### Locaties
Het verhaal speelt zich af op verschillende plaatsen, zoals:
- de Kleine Stad
- grootmoeders huis met tuin en wijngaard
- de school
- de grens
- de gevangenis

### Voorwerpen
- het dikke schrift
- het woordenboek

## Thema's en motieven
Het thema is: "Hoe zou het zijn geweest, als ik niet ondraaglijk eenzaam zou zijn geweest". Motieven zijn de gruwelijkheden van de oorlog, de slechte of ontbrekende verzorging door 'grootmoeder', het harde werken, het zorgen voor tuin, de dieren en het eten. De tweeling voelt de noodzaak alles op te schrijven, maar alleen de waarheid en onder weglating van de gevoelens.

## Schrijfstijl
Het dikke schrift omvat 60 hoofdstukken, die bestaan uit korte opstellen van ongeveer een tot twee bladzijden. Alle hoofdstukken hebben een titel, die het onderwerp van het opstel duidelijk weergeven. In een karig woordgebruik wordt de situatie tijdens de oorlog, de bevrijding en de daaropvolgende bezetting beschreven vanuit het standpunt van een tweeling. Er worden korte zinnen in de tegenwoordige tijd gebruikt, vol met tegenstrijdigheden in de tekst.
De verteller, de hoofdpersoon en de focalisator is "wij", een tweeling die met één stem spreekt, waartussen verder geen onderscheid is te maken. De toegesprokene (addressee) is volgens het verhaal de tweeling zelf.
Hoewel er gruwelijke scènes voorkomen in de roman, is deze toch gebruikt voor het onderwijs in de Franse taal, vanwege de eenvoudige zinsbouw en het gebruik van alleen de tegenwoordige tijd.

## Achtergrond
Kristóf begon met het schrijven van teksten als oefening in de Franse taal. Alle woorden moest ze opzoeken in een woordenboek. Ze schreef notities in een schoolschrift en op losse velletjes papier en verzamelde deze. De notities bevatten veel autobiografische gegevens of gegevens die ze had gehoord van anderen.
In eerste instantie waren de notities bedoeld voor haar kinderen als informatie over haar leven. Voor het eerste boek verwerkte Kristóf de notities tot een roman. "Wij" in haar eerste roman Het dikke schrift staat voor Ágota zelf en haar oudere broer Jenő, met wie ze veel optrok.
Het verhaal speelt zich af in Kőszeg vlak bij de grens, waar Kristóf een belangrijk deel van haar jeugd heeft doorgebracht.

## Publicatiegeschiedenis
Kristóf bewerkte en herschreef 14 maal het manuscript. Ze stuurde het op naar verschillende uitgevers, en uiteindelijk werd het uitgegeven in Parijs door Editions du Seuil, die ook de twee volgende romans uitgaf: Het bewijs en De derde leugen.

## Receptie
Het dikke schrift werd als schokkend ervaren door de onverbloemde directheid.
- 1987 "Prix littéraire européen de l’ADELF" voor Le grand cahier
- 1988 De Zwitserse Schiller-prijs van de Schiller-stichting
- 1988 "Ruban de la Francophonie"

## Adaptaties
Het boek werd in 2013 verfilmd als The notebook onder regie van János Szász.